# Miniopterus fuscus
Miniopterus fuscus es una especie de murciélago de la familia Vespertilionidae.

## Distribución geográfica
Endémica de Japón, se puede encontrar en las islas de Amami, Tokuno, Okinoerabu, Okinawa, Kume, Ishigaki y Iriomote.